# 岩本照
岩本照（日语：／ Iwamoto Hikaru，1993年5月17日—）暱稱ひーくん，日本傑尼斯事務所偶像及男藝人，為傑尼斯內的組合Snow Man的隊長。入所日為2006年10月1日，初期藝名為「岩本ひかる」。

## 略歷
- 6歲開始學跳舞，小學3年級時就和成人在同一班跳舞。[1]
- 憧憬麥可·傑克森。[2]認為如果想以跳舞為工作就是傑尼斯，自己向事務所寄了履歷[3]，參加試鏡之後於2006年10月1日入社。隔天便出演了KAT-TUN的演唱會[4]。
- 2009年Mis Snow Man結成，獲選爲其成員之一。[5]
- 自2012年Snow Man結成起，以Snow Man成員身份活動至今。
- 2020年1月22日與SixTONES共同CD出道。[6]
- Snow Man成員色為黃色。

## 人物
- 常去健身房健身[7]，體脂肪為5%。2017年第一次參加極限體能王[8]。2018年登上健身雜誌『Tarzan』的封面[9]，並開始每月的連載。[10]
- 喜歡森林家族，以2014年生日時瀧澤秀明送的森林家族的房子為契機開始蒐集。
- 喜歡甜食，特別是巧克力、珍珠奶茶[11]。對鬼屋非常不擅長。[12]
- 和演員吉澤亮、創作歌手的岸洋佑是高中同學。[13]

## 出演作品
※主演作品以粗體標示

### 電影
- HOT SNOW（2011年） 飾 林勇
- 劇場版 私立馬鹿蘭高校（2012年） - 飾 真嶋海斗
- 劇場版 BAD BOYS J-最後守護的事物-（2013年） - 飾 川中陽二
- LAST HOLD!（2018年） - 飾 河口亮二
- 電影版 少年們（2019年） - 飾
- 電影真人版 阿松（2022年） - 飾 松野空松
- 萌男友是柑橘色（2022年） - 飾 蛯原恭介

### 電視劇
- 理想的兒子 第七話（2012年2月25日、日本電視台） - 飾 班田的手下中的小頭領
- THE QUIZ（2012年9月1日、日本電視台） - 飾 敷島隆
- Piece回憶的碎片（2012年10月6日 - 12月29日、日本電視台） - 飾 木戸純平
- BAD BOYS J（2013年4月7日 - 6月23日、日本電視台） - 飾 川中陽二
- JMK 中島健人LOVE HOLIC王子樣 第12話（2013年9月16日、日本電視台） - 飾 本人
- SHARK（2014年1月12日 - 3月30日、日本電視台） - 飾 里見憲三
  - SHARK〜2nd Season〜（2014年4月20日 - 7月13日、日本電視台） - 飾 里見憲三
- 哥哥扭蛋 第9話（2015年3月8日、日本電視台） - 飾 健哥
- 試著應徵了份簡單的工作（2019年7月22日、日本電視台） - 飾 早川優（サルサ）（與 ラウール、渡邊翔太、目黑蓮的四人主演）
- CHEAT 詐欺師們請注意 第3話 - 最終話（2019年10月17日 - 12月5日、日本電視台） - 飾 大谷光司
- 還是殘念刑警 第6話（2021年4月11日、NHK BS Premium） - 飾 甲元和真
- 戀愛警護24小時（2024年1月13日 - 3月9日、朝日電視台） - 飾 北沢辰之助

### 節目
- YOUたち!（2006年、日本電視台）
- ザ少年倶楽部（2006年 - 、NHK BS Premium）
- SASUKE（2017年〔第33回〕- 2022年〔第40回〕、TBS電視台）[14][15][16][17]

### CM
- Ebara 肉汁醬
- KONAMI 炸彈超人
- 日清食品 日清U.F.O炒麵（2009年）
- AOKI　Fresher「西裝初登場篇」（2013年）
- 31冰淇淋 チャレンジ・ザ・トリプル（2013年8月 - ）
- Apaman Network「希望成真篇」（2022年1月 - ）與 佐久間大介、ラウール 共同拍攝
- 久光製藥「Feitas」（2023年4月 - ）

### 舞台劇
- 彼得潘（2006年） 飾 約翰
- 滝沢演舞城 2007（2007年7月3日 - 29日、新橋演舞場）
- DREAM BOYS 2008（2008年3月2日 - 30日、帝國劇場）
  - DREAM BOYS 2009（2009年9月4日 - 29日、帝國劇場）
  - DREAM BOYS 2011（2011年9月3日 - 9月25日、帝國劇場）
- PLAYZONE FINAL 1986-2008〜SHOW TIME Hit Series〜 Change（2008年、青山劇場）
- 新春 滝沢革命（2009年1月1日 - 1月27日、帝國劇場）
  - 新春 滝沢革命（2010年1月1日 - 2月5日、帝國劇場）
  - 新春 滝沢革命（2012年1月1日 - 1月27日、帝國劇場）
- 新春 人生革命（2010年1月8日 - 2月6日、帝國劇場）
- 滝沢歌舞伎 -TAKIZAWA KABUKI-（2010年4月4日 - 5月8日、日生劇場）
  - 滝沢歌舞伎2012（2012年4月8日 - 5月6日、日生劇場）
- 帝劇 Johnnys Imperial Theatre Special「Kis-My-Ft2 with Johnny's Jr.」（2011年9月27日 - 9月29日、帝國劇場）
- ABC座 星劇場（2012年2月4日 - 2月29日、日生劇場）
  - ABC座 全國公演（2012年3月5日 - 3月7日、NHK Hall大阪・4月3日、仙台Sun Plaza Hall）
- 愛と青春キップ（2018年10月25日 - 11月11日、オルタナティブシアター / 11月17日・18日、京都劇場） - 飾 浦川（與 渡邊翔太、阿部亮平的三人主演）
- 貓鼠遊戲（2022年8月11日 - 9月4日、東京國際論壇C廳 / 9月9日 - 15日、ORIX劇場） 飾 法蘭克·艾巴內爾二世

### 雜誌連載
- 月1連載「筋肉吟遊詩人・岩本照裏切りの筋トレ・メソッド」（『Tarzan』2018年 No.749 - 、Magazine House）